# Vegadeo (kommunhuvudort)
Vegadeo (galiciska: A Veiga) är en kommunhuvudort i Spanien.   Den ligger i provinsen Province of Asturias och regionen Asturien, i den nordvästra delen av landet, 400 km nordväst om huvudstaden Madrid. Vegadeo ligger 9 meter över havet och antalet invånare är 4 427.
Terrängen runt Vegadeo är huvudsakligen kuperad. Vegadeo ligger nere i en dal. Runt Vegadeo är det ganska glesbefolkat, med 47 invånare per kvadratkilometer. Närmaste större samhälle är Figueras, 8,2 km norr om Vegadeo. I omgivningarna runt Vegadeo växer i huvudsak blandskog.